# Operation Compass
1940: Italienische Invasion Ägyptens – Operation Compass
1941: Unternehmen Sonnenblume – Belagerung von Tobruk – Operation Battleaxe – Operation Crusader
1942: Unternehmen Theseus – Erste Schlacht von El Alamein – Schlacht von Alam Halfa – Zweite Schlacht von El Alamein – Operation Torch
1943: Tunesienfeldzug
Die Operation Compass war die erste große militärische Operation der Alliierten des Zweiten Weltkriegs in Nordafrika. Zwischen Dezember 1940 und Februar 1941 griffen britische und Truppen der Commonwealth-Staaten in einem Gegenangriff nach der Italienischen Invasion Ägyptens die in Ägypten stehenden italienischen Truppen und später die italienische Kolonie Libyen an. Die Operation erwies sich mit der Vernichtung der 10. italienischen Armee als überaus erfolgreich. Etwa 130.000 italienische Soldaten gingen in Kriegsgefangenschaft und tausende Panzer, Artilleriegeschütze und Flugzeuge wurden zerstört.

## Hintergrund
Italien hatte Frankreich und Großbritannien am 10. Juni 1940 den Krieg erklärt. Der italienische Diktator Benito Mussolini ging von einem nur kurzen Krieg aus und hoffte, durch ein Bündnis mit dem Deutschen Reich einige der Gebietsansprüche Italiens befriedigen zu können. In Nordafrika bestanden sie zum einen aus einer Vergrößerung der Kolonie Italienisch-Libyen Richtung Westen um das französische Protektorat Tunesien. In östliche Richtung strebte Italien eine Kontrolle über Ägypten und den strategisch wichtigen Sueskanal an sowie die Herstellung einer direkten Landverbindung zu seinen Kolonien in Ostafrika. Nachdem Frankreich im Westfeldzug geschlagen worden war und Tunesien zum nun verbündeten Vichy-Frankreich gehörte, richteten sich die italienischen Expansionsziele in Nordafrika ganz auf Ägypten. Am 9. September 1940 marschierte Italien mit der 10. Armee in Ägypten ein, die aufgrund der schlechten Versorgung und des langsamen Marschtempos mit der Einnahme von Sidi Barrani letztlich nur geringe Geländegewinne in Ägypten erbrachte. Die zahlenmäßig deutlich unterlegenen alliierten Truppen konnten sich während der nur bis zum 16. September andauernden italienischen Offensive mit nur geringen Verlusten geordnet auf Mersa Matruh zurückziehen und dort ihre Position stabilisieren.

## Militärische Ausgangslage
Die 10. Armee hatte sich Ende Oktober bei Sidi Barrani eingegraben. Mario Berti schreckte aufgrund der schlechten Versorgungslage seiner Truppen von einem weiteren Vorstoß in Richtung Ägypten zurück. Das italienische Oberkommando, das ursprünglich einen Vormarsch bis zum Suez-Kanal gefordert hatte, war ab dem 28. Oktober 1940 vornehmlich mit der italienischen Invasion Griechenlands beschäftigt und übte auf Berti nur wenig Druck aus, den Vormarsch wieder aufzunehmen.
Großbritannien stand Ende November 1940 Italien an drei Fronten gegenüber: im Nordwesten Ägyptens waren italienische Truppen von Libyen kommend eingefallen, in Ostafrika hatten sie von Italienisch-Ostafrika aus das Horn von Afrika besetzt und über Albanien waren sie nach Griechenland vorgestoßen. Der Oberkommandierende des Middle East Command Archibald Wavell entschied, seine Kräfte zunächst auf Ostafrika zu konzentrieren. Die italienischen Truppen waren dort einerseits am exponiertesten und stellten andererseits die größte Bedrohung für die britischen Versorgungslinien über den Indischen Ozean und den Suez-Kanal dar. Im Nordwesten Ägyptens sollte die italienische Armee zugleich durch eine begrenzte, zunächst nur auf fünf Tage angelegte alliierte Operation gebunden werden.

## Alliierter Angriffsplan

Karte des Schlachtgebiets des Afrikafeldzugs 1941/42

Der Angriffsplan der Western Desert Force sah einen schnellen und unbemerkten Vormarsch etwa 60 km südlich der Via Balbia vor. Die 7. Gepanzerte sowie die 4. Infanterie-Division sollten dann in die Lücke zwischen den italienischen Lagern Sofafi und Nibeiwa vorstoßen. Während eine Brigade der 4. Division unterstützt von den Panzern der 7. die in Nibeiwa stationierte kampfstärkste italienische Formation, die Gruppe Maletti, angreifen sollte, würden die restliche Truppen Sofafi abriegeln und mögliche Gegenangriffe der dort stationierten italienischen Division „Kyrene“ abschlagen. Nach erfolgreicher Einnahme von Nibeiwa würde eine zweite indische Brigade erneut mit Panzerunterstützung die beiden italienischen Stellungen bei Tummar angreifen. Zeitgleich sollten die Coldstream Guards aus Mersa Matruh über die Via Balbia vorrücken und die italienische Stellung bei Maktula unter Feuer nehmen. Die Royal Navy würde den Angriff durch ein Bombardement von Maktula und Sidi Barrani unterstützen. Sofern die Angriffe erfolgreich wären, sollte am zweiten Tag Sidi Barrani zurückerobert werden und in den folgenden drei Tagen ein möglichst weiter Vormarsch nach Westen erfolgen.
Am 25. und 26. November wurde eine Übung durchgeführt, bei der die alliierten Truppen die Erstürmung von zwei Lagern probten. Lediglich einigen wenigen Offizieren war bekannt, dass es sich hierbei um die Vorbereitung für eine tatsächlich bevorstehende Operation handelte. Eine weitere Übung, so erfuhren die Soldaten, sei für den 7. Dezember angesetzt.

## Beteiligte Streitkräfte

### Italien
Die von Mario Berti geführte und nach Ägypten vorgestoßene 10. Italienische Armee verfügte zu Anfang Dezember 1940 über zehn Divisionen gegliedert in vier Korps (XX, XXI, XXII, XXIII) sowie einer „Gruppe Libyscher Divisionen“” („Gruppo Divisioni Libiche“) mit insgesamt 150.000 Mann. Einzig die Maletti-Gruppe war in Teilen motorisiert und verfügte zudem über 70 Panzer, je zur Hälfte leichte L3/35 und mittelschwere M11/39 von Fiat. Die restlichen Infanteriedivisionen waren nicht motorisiert. Die mitgeführte Artillerie und Panzerabwehrgeschütze hatten überwiegend kleinere Kaliber. Aus der Luft wurde die 10. Armee von etwa 330 Flugzeugen der Typen CR.32 und CR.42 unterstützt.
Mario Berti befand sich zu Beginn der Operation Compass auf Krankenurlaub, so dass sein Stellvertreter Italo Gariboldi die Armee kommandierte. Berti wurde schließlich am 23. Dezember vom Kommando entbunden und General Giuseppe Tellera übernahm die Führung der 10. Armee.
- 10. Italienische Armee
  - XX. Korps
    - 60. Infanteriedivision „Sabratha“

  - XXI. Korps
    - 1. Schwarzhemden-Division „23. März“”
    - 2. Schwarzhemden-Division „28. Oktober“
    - 63. Infanteriedivision „Kyrene“

  - XXII. Korps
    - 61. Infanteriedivision „Sirte“

  - XXIII. Korps
    - 4. Schwarzhemden-Division „3. Januar“
    - 64. Infanteriedivision „Catanzaro“

  - „Gruppe Libyscher Divisionen“ („Gruppo Divisioni Libiche“)
    - Maletti-Gruppe
    - 1. Libysche Division „Sibelle“
    - 2. Libysche Division „Pescatori“

  - Brigata Corazzato Speciale „Babini“ (ab Anfang Januar 1941)

### Alliierte
Die von Richard O’Connor geführten alliierten Streitkräfte (“Western Desert Force”) in Ägypten umfassten etwa 36.000 Mann, aufgeteilt in zwei Divisionen und einer zusätzlichen Brigade. Ab Mitte Dezember wurde eine weitere Division als Ersatz herangeführt. Die mitgeführten Panzer der Cruiser und Matilda-Klasse waren den italienischen Modellen deutlich überlegen. Luftunterstützung leisteten etwa 140 Gloster Gladiators.
- Western Desert Force (ab 1941: XIII. Korps)
  - 7. Gepanzerte Division (Vereinigtes Königreich)
  - 4. Infanterie-Division (Britisch-Indien) (wurde ab dem 14. Dezember in den Sudan abgezogen)
  - 6. Division (Australien) (war ab dem 14. Dezember an der Operation beteiligt)
  - 16. Infanteriebrigade (Vereinigtes Königreich)
  - 3. Bataillon Coldstream Guards (Vereinigtes Königreich)

## Verlauf der Operation

### Die Schlacht der Lager bzw. die Schlacht von Marmarica

#### Vorbereitung
In der Nacht vom 7. auf den 8. Dezember begannen die beiden alliierten Divisionen plangemäß und unbemerkt ihren Vormarsch zur Ausgangsstellung des Angriffs südöstlich von Sofafi und Nibeiwa. Erst dort erfuhren die Soldaten, dass die angekündigte Übung tatsächlich der Beginn der Offensive sein würde. Bereits am 8. Dezember begann die Royal Air Force (RAF) mit dem Angriff auf italienische Flugplätze und konnte dabei 29 feindliche Flugzeuge zerstören. In der Nacht zum 9. Dezember nahm die Shelby-Truppe, eine nur 1800 Mann umfassende alliierte Einsatzgruppe Position östlich von Maktila. Sie baute dort Panzerattrappen auf und sollte einen Scheinangriff auf das Lager bei Maktila führen, um das italienische Armeekommando glauben zu machen, der Hauptangriff werde entlang der Via Balbia geführt. Zu Unterstützung der Ablenkung bombardierte die Royal Navy vom 8. Dezember ab mit der HMS Terror und der HMS Aphis die italienische Stellung bei Maktila, während die HMS Ladybird Sidi Barrani unter Beschuss nahm. Obwohl ein italienisches Aufklärungsflugzeug noch am 8. Dezember die im Süden stehenden alliierten Divisionen entdeckt hatte, wurde diese Warnung vor dem tatsächlichen Hauptangriff auf Betreiben von Maletti ignoriert.

#### Die ersten Kampfhandlungen
Am 9. Dezember um 5:00 Uhr eröffnete alliierte Artillerie aus östlicher Richtung schließlich das Feuer auf Nibeiwa. Um etwa 7:15 Uhr ging wie geplant eine Brigade der indischen Division mit Panzerunterstützung aus nordwestlicher Richtung gegen Nibeiwa vor. Nach nur etwas mehr als einer Stunde Kampf war Nibeiwa eingenommen. Von den 2500 Mann der Gruppe Maletti gingen etwa 2000 in Gefangenschaft, General Maletti selbst fiel bei dem Angriff. Von den zur Gruppe gehörenden Panzern wurden 23 M11/23 zerstört, der Rest konnte zusammen mit einer großen Menge weiterer Versorgungsgüter erbeutet werden. Die britischen Truppen hatten lediglich 56 Mann verloren.
Nur wenige Stunden später, um 13:50 Uhr ging eine weitere Brigade der indischen Division mit Panzerunterstützung gegen die italienischen Lager bei Tummar vor. Auch wenn die Angreifer dort auf zäheren Widerstand trafen, konnte das westliche Lager bei Tummar bis 16:00 eingenommen werden. Bis zum Einbruch der Nacht war dann auch das östliche Lager größtenteils eingenommen. Während die Kämpfe dort noch andauerten, stieß ein Aufklärungsregiment der 7. Division in nordwestlicher Richtung bis zur Küste vor um die Straße zwischen Buq Buq und Sidi Barrani abzuschneiden.
In der Nacht vom 9. auf den 10. Dezember zogen sich die Reste der 2. Libyschen Division aus Tummar nach Sidi Barani zurück. Auch die 1. Libysche Division verließ ihre Stellung bei Maktila um sich in Sidi Barrani neu zu positionieren. Am 10. Dezember rückten die Divisionen der Western Desert Force vor und riegelten Sidi Barrani ab. Um etwa 16:00 Uhr begann der Angriff auf die Stadt, die bis zum Abend eingenommen werden konnte. Die Reste von mittlerweile vier italienischen Divisionen zogen sich im Schutz der Dunkelheit Richtung Via Balbia nach Osten aus der Stadt zurück, beendeten ihren Ausfall aber, als sie auf die ihr aus Maktila entgegenkommende Shelby-Truppe stießen.
Am 11. Dezember wurden die verbliebenen italienischen Verteidiger an der Küste erneut angegriffen, die daraufhin bald kapitulierten. Zeitgleich rückte ein Regiment der 7. Division in Buq Buq ein und brachte die Stadt bei nur geringer Gegenwehr unter ihre Kontrolle. Der Befehl, nun auch das letzte verbliebene italienische Lager bei Sofafi im Süden anzugreifen, traf am 11. Dezember zu spät ein. Die dort stationierte Division „Kyrene“ hatte sich in der Nacht zuvor nach Westen zurückgezogen.

#### Vorstoß zur libyschen Grenze

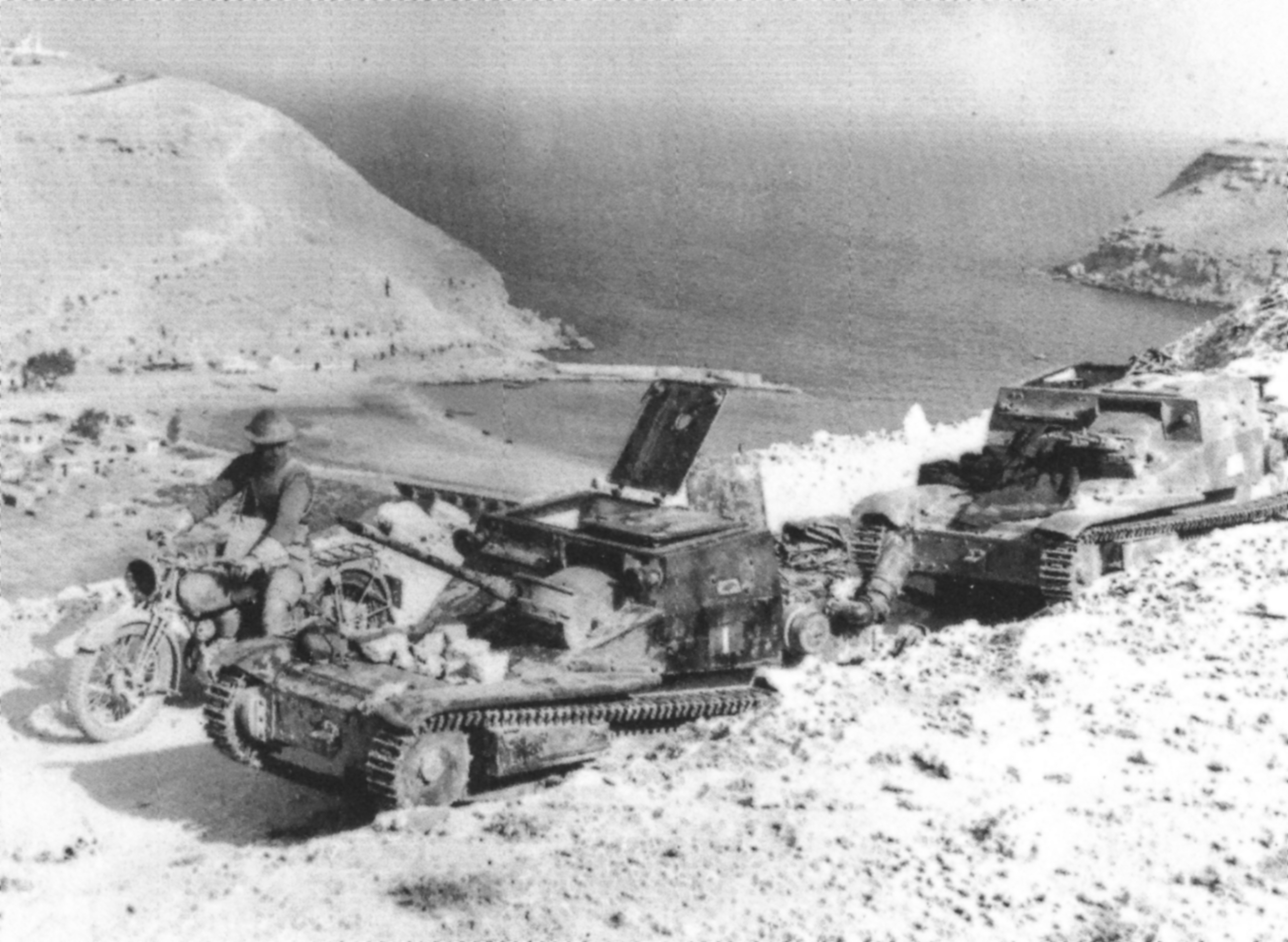
Aufgegebene italienische L3/33-Tanketten auf einer Straße oberhalb von Bardia, 1941.

Bis zum 15. Dezember rückte die Western Desert Force über den Halfaya-Pass weiter vor und konnte schließlich Sollum und Fort Capuzzo einnehmen. Ein Vorauskommando der 7. Panzerdivision hatte Bardia umgangen und die Straße von dort nach Tobruk abgeriegelt. Der Vormarsch gestaltete sich schwieriger als erwartet, da die Straße einerseits geradezu überfüllt war mit fliehenden italienischen Truppen und zurückgelassenem Material und andererseits die Versorgung der Truppe nur mit Mühe gewährleistet werden konnte. Der Hauptgrund hierfür war, dass etwa 20-mal mehr italienische Soldaten in Kriegsgefangenschaft gegangen waren als erwartet.
Insgesamt hatten die britischen Truppen in diesen ersten Kämpfen um die Lager über 38.000 Gefangene gemacht und weit über 200 Geschütze und 73 Panzer erbeutet. Vier italienische Divisionen, die 1. und 2. libysche, die 4. Schwarzhemden- und die 64., waren praktisch vernichtet worden. Unter den Gefangenen befanden sich vier Generäle. Die alliierten Streitkräfte hatten etwa 700 Mann verloren.
Diese Schlacht der ersten Tage der Operation Compass ging unter der Bezeichnung „Battle of the Camps“ (“Die Schlacht der Lager”) in die englische Geschichtsschreibung ein. In Italien wurde die Bezeichnung „Schlacht von Marmarica“, nach dem Namen der Küstenregion um Sidi Barrani, gebräuchlich.

### Regruppierung der alliierten Truppen
Nach den durchschlagenden Erfolgen der ersten Tage war der Kommandeur der Western Desert Force Richard O’Connor begierig die Offensive fortzusetzen. Anstatt der ursprünglich geplanten fünftägigen Operation schien ihm nun ein Vorstoß bis Bengasi möglich. Bereits am 11. Dezember signalisierte General Wavell, der Oberbefehlshaber der britischen Streitkräfte im Nahen Osten, allerdings, dass die 4. Indische Division dringend für den Kampf in Italienisch-Ostafrika gebraucht würde. O’Connor kommentierte diese Forderung rückblickend mit den Worten:

“[This] came as a complete and very unpleasant surprise [...] It put 'paid' to the question of immediate exploitation.”

„Dies war eine vollständige und sehr unerfreuliche Überraschung [...] Die Frage der sofortigen Ausnutzung der Situation war damit erledigt.“

Die 4. Indische Division wurde ab dem 14. Dezember durch die 6. Australische Division ersetzt. Dies führte zu einer unvermeidbaren Pause der weiteren offensiven Operationen, stellte aber auch eine Schwächung der Kampfkraft der Western Desert Force dar. Die Australische Division hatte keinerlei Kampferfahrung, verfügte nur über ein Regiment Artillerie und über gar keine gepanzerten Fahrzeuge.

### Vorstoß nach Libyen

#### Bardia
Die Offensive wurde trotz dieser Schwierigkeiten weiter fortgeführt, das nächste Ziel sollte die Hafenstadt Bardia in Libyen sein. Neben der dort stationierten 1. Schwarzhemd-Division, hatten sich dort die Überreste aller weiteren in den vergangenen Tagen zerschlagenen italienischen Divisionen gesammelt. Insgesamt wurde die gut befestigte Stadt von etwa 40.000 Mann unter General Annibale Bergonzoli und sogar einigen Panzern des neuen Typs M13/40 verteidigt, die mit ihrer 47-mm-Kanone als erstes italienisches Panzermodell eine ernsthafte Gefahr für die britischen Panzer darstellten. Die Verteidigung bestand aus mehreren Linien von Stacheldraht, einem vorgelagerten Panzergraben und einer doppelten Reihe von betonverstärkten Verteidigungsstellungen.
Die Western Desert Force, zwischenzeitlich in XIII. Korps umbenannt, ließ sich mit dem Angriff auf Bardia Zeit. Fast drei Wochen wurden darauf verwendet, die regruppierten Truppen zu versorgen, Bardia abzuriegeln und den Angriff auf die Stadt sorgfältig vorzubereiten. Am 3. Januar schließlich eröffnete die 6. australische Division den Angriff auf Bardia von Westen. Es gelang, den Panzergraben zu überqueren und den Matilda-II-Panzern des 7th Royal Tank Regiment Zugang zur Festung zu verschaffen. Noch am ersten Tag wurde der auf diese Weise geschaffene Brückenkopf innerhalb der Festung bis zur zweiten Verteidigungslinie erweitert. Am zweiten Tag konnte die 16. Brigade auch diese überwinden und die Stadt Bardia einnehmen. Die Festung war damit in der Mitte gespalten und die italienische Verteidigung in einen südlichen und einen nördlichen Sektor aufgetrennt. Am dritten Tag des Angriffs auf Bardia kapitulierte der nördliche Verteidigungsabschnitt, während der südliche in stundenlangen Kämpfen zunächst verkleinert und schließlich ebenfalls aufgegeben wurde. Insgesamt gerieten ca. 40.000 Italiener in britische Gefangenschaft. Zusätzlich wurden in der Festung hunderte von Geschützen aller Kaliber, über 100 Panzer und etwa 700 Lastwagen erbeutet. Teilweise hatten sich die Italiener zu Tausenden ohne größere Gegenwehr kleinen alliierten Einheiten ergeben. Die Verluste der 6. Australischen Division beim Angriff auf Bardia beliefen sich auf 130 Gefallene und etwas über 300 Verwundete.
Nach dieser erneuten Niederlage war offensichtlich geworden, dass die italienische Position in Libyen ohne deutsche Unterstützung nicht mehr viel länger zu halten war. Am 11. Januar erließ Hitler die „Weisung Nr. 22“ zur Unterstützung der Italiener im Mittelmeerraum. In den folgenden Tagen begannen im deutschen OKW die Vorbereitungen zur Bereitstellung der mit Panzern ausgerüsteten 5. leichten Division, die im Februar in Libyen eintreffen sollte (Unternehmen Sonnenblume). Zuvor hatte bereits das X. Fliegerkorps seine Einsätze von Sizilien aus gegen Ziele im zentralen Mittelmeer aufgenommen.

#### Tobruk

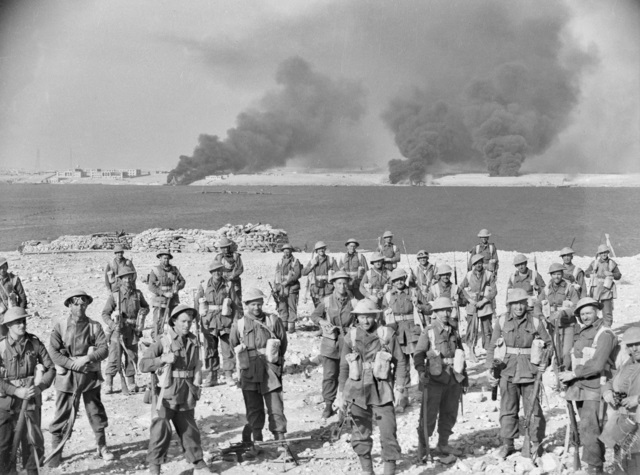
Australische Soldaten sammeln sich nach einem Angriff auf eine Luftabwehrstellung bei Tobruk am Hafen, 22. Januar 1941.

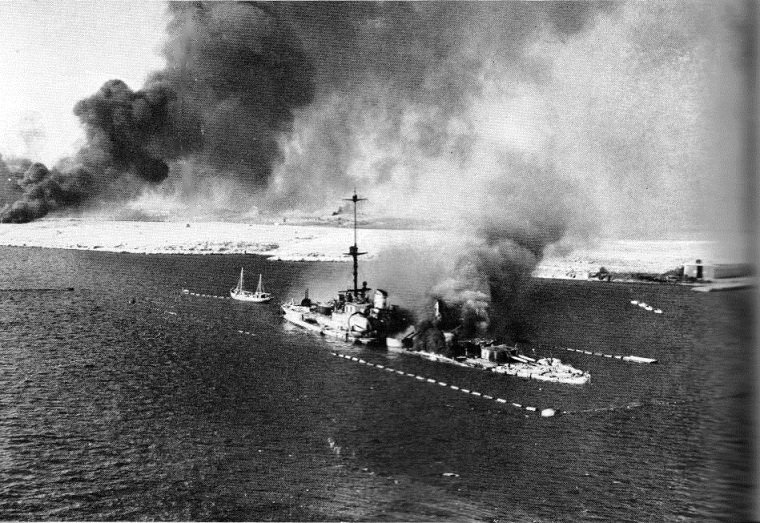
Der brennende italienische Kreuzer San Giorgio vor Tobruk am 22. Januar 1941

Noch am Tag des Falls von Bardia hatten Teile der 7. Panzerdivision Tobruk erreicht und abgeriegelt. Bis zum 9. Januar waren weitere alliierte Truppen nachgerückt, um die Einkesselung von Tobruk abzusichern. Erneut ging dem Angriff eine Wartezeit von zwölf Tagen zum Aufbau der Truppen und zur Planung des Angriffs voraus. Die Verteidigungslinien von Tobruk waren ähnlich denen von Bardia aufgebaut. Die Stadt wurde von etwa 25.000 Mann verteidigt, bestehend aus der 61. Division „Sirte“ und Garnisonstruppen. Als großes Problem erwies sich für die Alliierten, dass nach dem anstrengenden Vormarsch und den Kämpfen der vorangegangenen fünf Wochen fast alle Panzer ausgefallen und eine kurzfristige Reparatur wegen der angespannten Versorgungslage nicht möglich war. Beim Sturm auf Tobruk spielte daher die Artillerie eine wichtige Rolle, um die feindlichen Stellungen aufzuweichen und den Vorstoß der Infanterie zu unterstützen.
Der Angriff auf Tobruk begann schließlich am Morgen des 21. Januar und wurde erneut von der 6. australischen Division angeführt. Die sich über den ganzen Tag hinziehenden Kämpfe waren von äußerster Härte geprägt und den italienischen Verteidigern gelang es stellenweise, durch Gegenangriffe die Australier wieder zurückzutreiben. Nichtsdestotrotz waren bis zum Abend weite Teile Tobruks unter alliierter Kontrolle. Bis zum Nachmittag des 22. Januar wurden die letzten italienischen Verteidigungsstellungen überrannt. Etwa 23.000 Italiener gingen in Gefangenschaft, weitere etwa 2.000 waren in den Kämpfen gefallen. Die australische Division verzeichnete 400 Gefallene und Verletzte.

#### Darna
Noch während die alliierten Truppen Bardia und Tobruk belagerten, wurde in Italien eine zusätzliche Truppe zur Verteidigung von Italienisch-Libyen unter der Führung von Valentino Babini aufgestellt. Die so genannte Spezielle Gepanzerte Brigade „Babini“ (Brigata Corazzato Speciale “Babini”, BCS) bestand aus Freiwilligen, unterstützt von im Panzerkampf ausgebildeten Pionieren und wurde mit Panzerabwehrminen, Artillerie und 55 M13/40 ausgerüstet. Die BCS traf Anfang Januar 1941 in Bengasi ein und brach nach zehn Tagen Vorbereitungen nach Osten auf um den alliierten Truppen entgegenzutreten.
Nach dem Fall von Tobruk nahmen die Alliierten den Vormarsch wieder auf. Während die 6. australische Division entlang der Via Balbia auf Darna vorstieß, schwenkte die 7. Panzerdivision auf die südlich des Grünen Bergs verlaufende Strecke nach Bengasi über Mechili ein. Auf dem Weg dorthin traf sie erstmals am 24. Januar mit Einheiten der BCS aufeinander, wobei zwar neun M13/40 zerstört werden konnten, allerdings auch sieben eigene Panzer, darunter ein Cruiser, verloren gingen. Am folgenden Tag hatte auch die 6. australische Division am Flugfeld Darna erstmals Kontakt mit der BCS. Obwohl Darna bereits am 26. Januar eingenommen werden konnte, kam es einige weitere Tage zu fortgesetzten Gefechten mit der BCS und der 60. Division „Sabratha“. Ein Großangriff der Italiener am 27. Januar konnte nur mit Mühe zurückgeschlagen werden. Erst als die italienischen Truppen von einer Einkreisung durch alliierte Truppen bedroht waren, brachen sie den Kampf um Darna ab und zog sich über die Via Balbia Richtung Bengasi zurück.

#### Die Schlacht von Beda Fomm
Ende Januar entschied das italienische Oberkommando, die Kyrenaika komplett zu räumen. Alle Einheiten sollten sich über die Via Balbia bis nach al-Agheila zurückziehen. O’Connor wusste, dass er den Rückzug der 10. Armee nur würde verhindern können, wenn er ihnen südlich von Bengasi den Weg abschnitt. Während die 6. australische Division über die Via Balbia die italienischen Truppen unmittelbar verfolgte, sollte die 7. Panzerdivision in höchstmöglicher Geschwindigkeit südlich des Grünen Berges bis zur Küste nördlich von Adschdabiya eilen.
Da das schwierige Gelände und die weite Entfernung eine große Herausforderung für die Division war, wurde beschlossen, dass eine mit besonders schnellen Fahrzeugen und sparsamer Ausrüstung versehenes Vorauskommando entsandt werden sollte. Diese ad hoc zusammengestellte Combe Force, benannt nach ihrem Befehlshaber John Combe, bestand aus etwa 2000 Mann, ausgerüstet mit gepanzerten Radfahrzeugen und Panzerabwehrgeschützen. Trotz aller Widrigkeiten erreichte die Combe Force am Nachmittag des 5. Februar die Via Balbia, etwa 32 km nördlich von Adschdabiya. Nur eine halbe Stunde nach ihrer Ankunft trafen auch die ersten Spitzen der abziehenden 10. italienischen Armee ein. Sofort kam es zu Gefechten, das Vorrücken der 10. Armee konnte aber aufgehalten werden. Am Abend des gleichen Tages trafen nach und nach auch die restlichen Einheiten der 7. Panzerdivision ein und blockierten bei Beda Fomm ein Ausbrechen der italienischen Truppen in Richtung Wüste.
Im Verlauf des 6. Februar trafen immer größere Teile der 10. Armee an der Blockade der Combe Force bzw. Beda Fomm ein und die Kämpfe intensivierten sich. Die BCS sollte den rückwärtigen Schutz der 10. Armee übernehmen und war deswegen noch zum Großteil in Bengasi stationiert. Auch sie wurde nun in Richtung der Blockade in Bewegung gesetzt, um mit ihren Panzern einen Durchbruch zu erzwingen. Am 7. Februar kam es schließlich zu einem finalen italienischen Angriff auf die alliierten Positionen. Auch wenn einigen der Panzern der Durchbruch durch die britischen Stellungen gelang, konnte der Durchmarsch der restlichen italienischen Truppen letztlich verhindert werden. Die 6. australische Division hatte mittlerweile Bengasi eingenommen und näherte sich nun schnell von Norden. Die Überreste der 10. italienischen Armee und der BCS kapitulierten daraufhin zur Mittagszeit des 7. Februars. Unter den italienischen Gefallenen befand sich auch Giuseppe Tellera, der Befehlshaber der 10. Armee. O’Connor hielt in seinem Feldtagebuch fest:

“I think this may be termed a complete victory as none of the enemy escaped.”

„Ich glaube, man kann dies als vollständigen Sieg bezeichnen, da keiner der Feinde entkommen ist.“

Noch am gleichen Tag wurde die alliierten Truppen erneut in Marsch gesetzt, um al-Agheila zu besetzen und die wenigen verblieben italienischen Truppen, die sich auf anderen Routen nach Westen absetzen konnten, zu verfolgen.

## Folgen

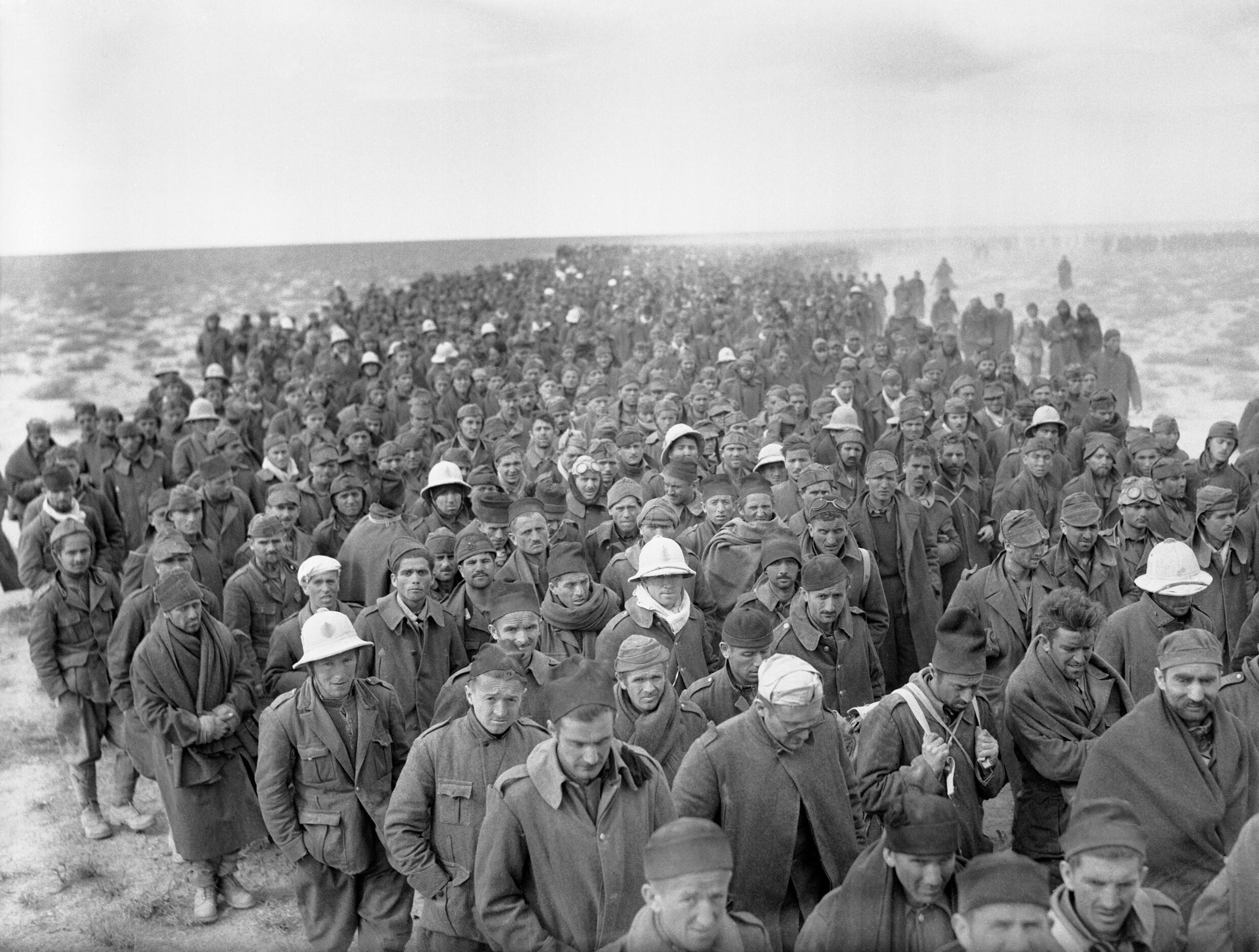
Italienische Kriegsgefangene der Schlacht um Bardia auf dem Weg zu einer britischen Basis, 6. Januar 1941.

Nach zehn Wochen waren die Alliierten 800 km vorgestoßen, hatten 400 italienische Panzer und 1292 Artilleriegeschütze erbeutet oder zerstört sowie 130.000 Kriegsgefangene genommen, darunter 22 Generale. Ihre eigenen Verluste beliefen sich auf 494 Gefallene und 1225 Verwundete. Nur etwa 30.000 italienische Soldaten waren dem Debakel in der Kyrenaika in den Westen Libyens entkommen.
Trotz des überragenden Erfolgs, den die alliierten Truppen errungen hatten, kam von Winston Churchill am 9. Februar, kurz nach der Einnahme al-Agheilas, die Anweisung, den weiteren Vormarsch einzustellen. Die mittlerweile extrem gestreckten Versorgungslinien, aber auch der sich ankündigende Balkanfeldzug des Deutschen Reichs veranlasste Churchill zur Vorsicht. Er wollte so viele Truppen wie möglich in gutem Zustand zur Verfügung haben, um sie notfalls über das Mittelmeer nach Griechenland verlegen zu können. Die Operation Compass war damit beendet.
Italien hatte eine schwere Niederlage hinnehmen müssen, bereitete sich aber bereits auf die Rückeroberung der Kyrenaika vor. So wurde die im Westen Libyens stehende 5. Armee mit zusätzlichen Divisionen versorgt und die bereits am 8. Februar 1941 anlaufende Operation Sonnenblume versprach deutsche Unterstützung in Form des Afrikakorps bei diesem Vorhaben. Am 25. März trat Graziani, der bereits im Februar Libyen verlassen hatte, von seinem Posten als Generalgouverneur Italienisch-Libyens zurück und wurde durch Italo Gariboldi ersetzt.